# Cadena de fred

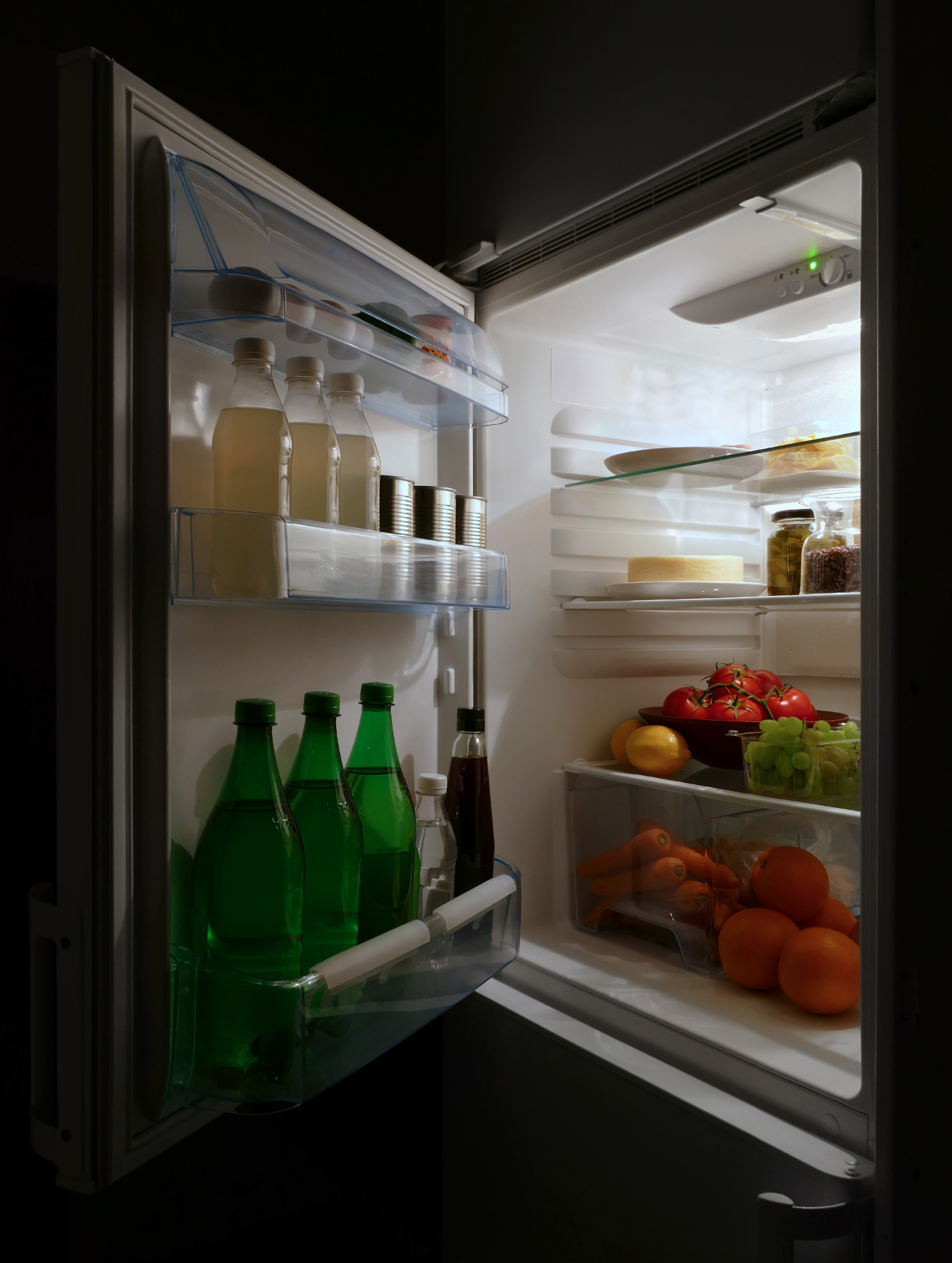
Conservació d'aliments per refrigeració en nevera

La cadena de fred és un sistema ininterromput de control de temperatura on s'inclouen el conjunt d'instal·lacions, mitjans de transport, béns d'equipament, etc., que asseguren el manteniment a baixa temperatura d'un producte des del seu origen fins al moment del consum final. En indústria alimentària s'utilitza per conservar els aliments amb l'objectiu d'augmentar la seva vida útil, i també en indústria farmacèutica per conservar vacunes i altres fàrmacs en bon estat. La conservació d'aliments mitjançant l'aplicació de fred pot ser de dos tipus, per refrigeració (0-8 °C) o per congelació (< -18 °C). La temperatura utilitzada durant la cadena de fred es determinarà segons el tipus d'aliment.
Mantenir aquesta cadena de fred és indispensable, ja que la temperatura d'un aliment, entre altres condicions endògenes (pròpies de l'aliment) i exògenes (de l'ambient), influeixen en la qualitat de l'aliment i la seva seguretat alimentària.
La cadena de fred és responsable de disminuir o paralitzar el creixement i proliferació de microorganismes i les seves reaccions enzimàtiques causants dels processos de deteriorament de l'aliment, fent que el seu consum sigui més segur. A més, evitar les oscil·lacions tèrmiques prevé la pèrdua de les característiques organolèptiques de l'aliment en qüestió, és a dir, de la seva qualitat.
Aquest sistema de conservació pot ser substituït per la liofilització, un mecanisme de conservació que permet mantenir les característiques organolèptiques de l'aliment intactes i consisteix en una deshidratació per congelació.

## Fases de la cadena de fred
La cadena del fred generalment comença després de la collita, en el cas de fruita i vegetals, o després del processament, en el cas d'aliments processats, sigui fruita, vegetals, carn o productes làctics. Si la cadena del fred és efectiva i l'aliment no es deteriora durant aquest procés, es considera que acaba quan el client consumeix l'aliment.
La duració de la cadena de fred depèn en gran manera del tipus de producte i del mercat a què ha d'arribar; pot durar des de poques hores a dies o anys (especialment en productes alimentaris congelats)

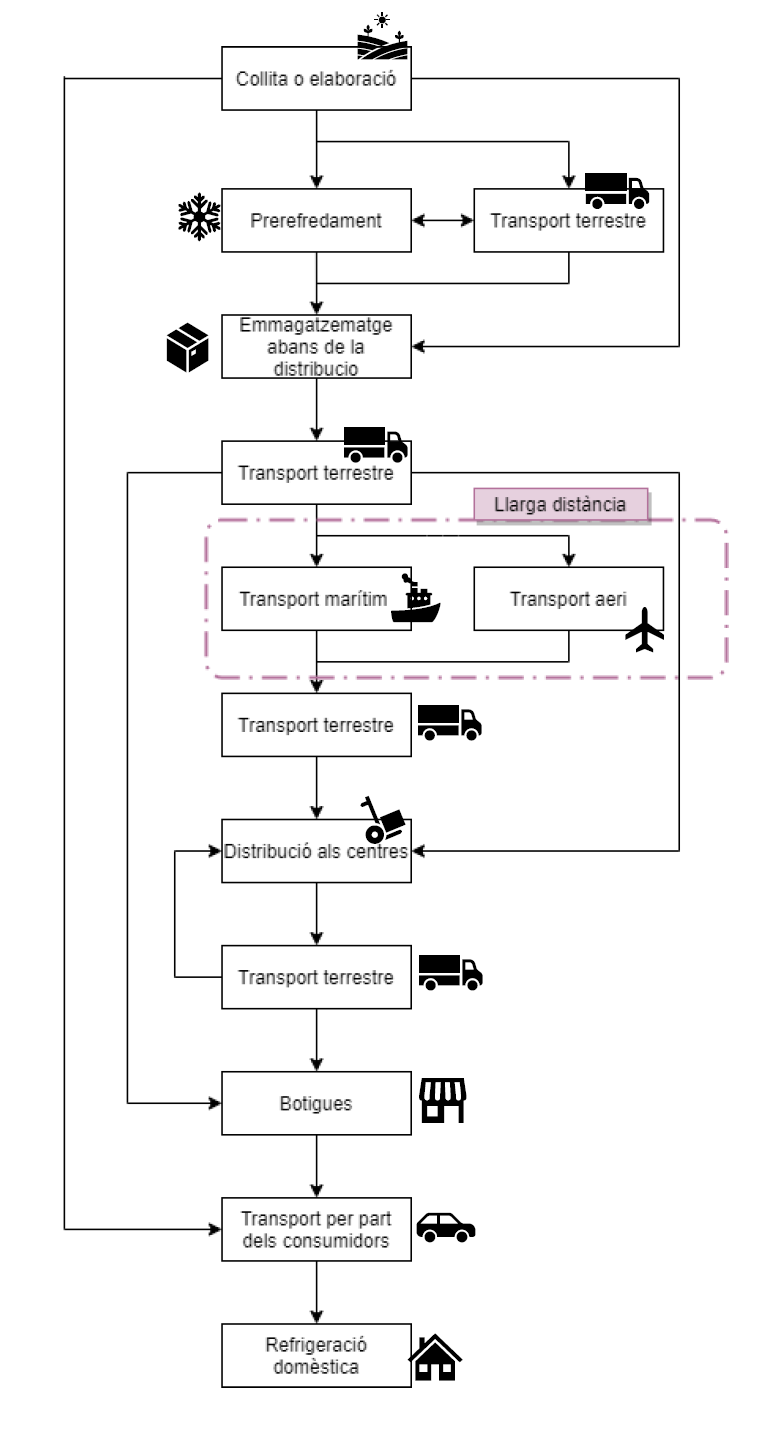
Fases de la cadena de fred

Cada pas de la cadena del fred té un impacte significatiu en la qualitat final dels aliments. Els abusos de temperatura que superen el nivell de tolerància dels aliments poden donar-se en qualsevol punt de la cadena la qual cosa conduiria a la pèrdua de propietats organolèptiques, el deteriorament de l'aliment o problemes de seguretat.

### 1. Prerefredament
El primer que es fa, després de collir o produir el producte, és una fase de prerefredament que busca que l'aliment arribi a la temperatura adequada pel seu emmagatzematge.
El refredament previ de l'aliment és fonamental per eliminar la calor dels aliments peribles després que siguin collits o produïts, especialment perquè els sistemes de refrigeració usats durant el transport estan dissenyats per preservar la temperatura de l'aliment i no per modificar-la.
És important que l'espai de temps transcorregut entre la collita i aquesta fase de refredament sigui tan curta com sigui possible, donat que és l'etapa en què l'aliment es troba a temperatura més elevada i, per tant, perd la seva vida útil a major velocitat.
Si l'estepa de prerefredament és insuficient, pot afectar les altres etapes de la cadena del fred, encara que aquestes es realitzin a temperatures adequades.

### 2. Transport
Un cop l'aliment ha arribat a la temperatura adequada pel seu emmagatzematge gràcies a la fase de prerefredament cal transportar-lo als centres de distribució on el producte serà classificat i enviat als supermercats. Hi ha diferents vies de transport.
- Transport terrestre: és el mètode de transport més usat. Es fa a través de camions i furgonetes que van equipades amb sistemes de refrigeració per mantenir els aliments a la temperatura adequada. Tanmateix el control de temperatura durant el transport terrestre és força complicat. Fins i tot dins del mateix camió la temperatura de les caixes on estan emmagatzemats els productes pot variar segons la distribució de les mateixes (més a prop de la porta, al centre del camió, etc.). Les variacions de temperatura poden arribar a ser de fins a 10 °C en els diferents lots en funció de la seva distribució dins del camió.
- Transport aeri: és el mitjà de transport més ràpid. En conseqüència s'usa per aliments que es produeixen lluny d'allà on són comercialitzats i que tenen vides útils molt curtes i han d'arribar a la seva destinació ràpidament. Tanmateix aquest tipus de transport té un elevat cost econòmic i ambiental.
La temperatura durant el transport aeri també és difícil de controlar i mostra oscil·lacions de fins a 10 °C en les diferents etapes del transport: transportar l'aliment fins a l'aeroport, carregar les caixes d'aliment a l'avió, el temps de vol i finalment descarregar les caixes i transportar-les de l'aeroport al magatzem. Un altre dels factors que es veu alterat durant el transport aeri és la pressió a què es veuran sotmesos els aliments durant el vol, que els pot causar lesions i modificar-ne la qualitat.
- Transport marítim: és un transport molt més lent que l'aeri i, per tant, no adequat per aquells aliments de vida útil curta. Així i tot, es presenta com un mitjà de transport útil i rendible per aquells aliments amb vides útils majors al temps de transport. Aquest transport es realitza amb vaixells equipats amb sistemes de refrigeració i aïllament tèrmic o bé amb contenidors adaptats a portar carregament congelat o refrigerat.
- Transport ferroviari: s'usa per terminis d'entrega superiors a dos dies. Aquests trens també estan equipats amb sistemes que ajuden al manteniment de les temperatures adequades.

### 3. Emmagatzematge en centres de distribució
Un cop els productes arriben als centres de distribució es classifiquen i s'envien a les botigues i mercats. Però poden passar dies abans que els productes siguin enviats i per tant, un cop més, és imprescindible mantenir la cadena del fred.
Els estudis apunten al fet que, a diferència del que veiem en el transport, en centres de distribució s'aconsegueix una refrigeració adequada de l'aliment, amb oscil·lacions generalment poc significatives.

### 4. Comercialització
En arribar al detallista, els aliments peribles es col·loquen generalment en una vitrina, o es roten en una vitrina i un magatzem refrigerat. Pot ser que les vitrines no siguin capaces de mantenir el producte a la temperatura adequada i que aquesta tendeixi a augmentar. Un dels factors que pot causar aquest augment és la freqüència amb què aquestes vitrines són obertes pels consumidors. A més a més, hi ha unes condicions de temperatura heterogènies segons la posició del producte dins de la vitrina.

### 5. Transport i emmagatzematge pel consumidor
Un cop el producte és comprat pel consumidor, aquest ha de ser transportat i emmagatzemat a la nevera o congelador. Tots els estudis sobre la cadena del fred en aliments peribles realitzats fins ara mostren que des del moment que el producte és comprat pel consumidor fins que és consumit la refrigeració de l'aliment és insuficient. Aquest fet pot atribuir-se, entre altres coses, a una falta de coneixement sobre la importància d'una temperatura adequada per la qualitat i innocuïtat dels aliments per part dels consumidors. Altres factors que també hi influirien seria la freqüència amb què s'obre la porta de la nevera i el temps que està oberta, la sobrecàrrega de la nevera o la col·locació inadequada dels aliments en el seu interior.

## Aliments en la cadena de fred
Determinats aliments són més susceptibles a presentar creixement de microorganismes i, per això, s'haurà de donar elevada importància al manteniment de la cadena de fred. Entre aquests aliments trobem la carn, el peix, aliments que continguin ou cru, llet i productes làctics, aliments que manquen de processament posterior (fruites, verdures i aliments precuinats).
Els aliments es poden classificar en quatre grups segons a la temperatura a què s'han de mantenir. Aquesta classificació consta de 4 categories: congelats (-18 °C o menys), "cold-chilled" (0-1 °C), "medium-chilled" (5 -8 °C) i "exotic-chilled" (10-15 °C). Els gelats i la tilàpia són aliments congelats; en el cas de "cold-chilled" trobem el peix, carn i menjar preparat; "medium-chilled" serien els làctics, salmó, peix processat, carn picada entre altres i, per acabar, a "exotic-chilled" trobem els vegetals.

## Trencament de la cadena del fred
El trencament de la cadena de fred es produeix quan es canvia la temperatura de l'aliment, de forma voluntària o involuntària. Si la temperatura de l'aliment augmenta els microorganismes que hi estan presents podran créixer donant dos possibles problemes: el deteriorament de l'aliment i, per tant, la pèrdua de les característiques organolèptiques, i un possible risc d'intoxicació alimentaria en ingerir un aliment en mal estat o que està colonitzat per algun microorganisme patogen. Es calcula que un terç dels aliments peribles produïts acaba descartat per culpa del trencament de la cadena del fred en alguna de les seves fases, això contribueix en gran manera al malbaratament alimentari actual.
Un signe que la cadena de fred s'ha trencat i que el producte s'ha recongelat és l'aparició de cristalls sobre l'aliment o l'envàs.
En la cadena del fred s'han observat diversos punts crítics on és comú que no es mantingui la temperatura de refrigeració, aquests punts són: el prerefredament, la càrrega i descàrrega durant el transport, l'exposició a les botigues de l'aliment, i el transport per part dels consumidors des del punt de venda.
En general, com més temps s'ha de mantenir la cadena del fred, més probable és que es trenqui i que, en conseqüència, els aliments es deteriorin. En aquest aspecte hi té un paper clau el transport, és a dir, sí un aliment s'ha de transportar a grans distàncies, serà més complicat controlar i mantenir la cadena de fred.
Segons l'OCU (Organització de consumidors i usuaris), la majoria d'Intoxicació alimentària s'originen a partir dels aliments cuinats a casa i no pas quan es menja en restaurants o altres establiments. A més, a l'estiu es donen més casos d'intoxicacions alimentàries, ja que les elevades temperatures afavoreixen el creixement de microorganismes i fan que la cadena de fred es pugui trencar més fàcilment. Segons les últimes dades publicades per la EFSA (European Food Safety Authority), l'any 2018 es van produir 662 brots alimentaris a Espanya, que van afectar 6.803 persones, la qual cosa suposa un 12,1% dels brots totals a Europa durant 2018. Per evitar-ho es important seguir les recomanacions indicades en el producte, com data de consum preferent, data de caducitat, temperatura de conservació... També és important tenir cura de l'aliment quan el manipulem, mantenir-lo tapat i ben protegit, en espais nets, no deixar l'aliment cuinat (sobres) fora de la nevera o congelador, etc.

## Microorganismes problemàtics
Malgrat que la cadena de fred disminueix el creixement dels microorganismes, no és un sistema totalment eficient, ja que hi ha un tipus de microorganismes que poden créixer i proliferar bé, o fins i tot de manera òptima, a baixes temperatures, aquests microorganismes són anomenats psicòtrofs.
Els psicròtrofs poden créixer a menys de 7 °C, i tenen com a temperatura òptima 20-30 °C. A més alguns d'ell poden produir components orgànics volàtils.
En diversos experiments en els quals s'han mostrejat i identificat els microorganismes presents en aliments sotmesos a la cadena de fred s'ha determinat que els gèneres més comuns són Pseudomonas (en la majoria d'aliments representa més o menys el 50% dels microorganismes aïllats), Arthrobacter, Psychrobacter, Brochothrix thermosphacta, Serratia i Stenotophomonas.
Malgrat que els microorganismes anteriors són els aïllats més comunament, hi han diversos bacteris patògens capaços de créixer a baixa temperatura i que s'han de tenir en compte. A la següent taula s'indiquen les temperatures mínimes de creixement generalment acceptades per alguns bacteris patògens:
| BACTERI                           | Tª MÍNIMA (º C) |
| Clostridium perfringens           | 12              |
| Staphylococcus aureus             | 7               |
| Soques patògenes Escherichia coli | 6-7             |
| Salmonella spp.                   | 4-5             |
| Bacillus cereus                   | 5               |
| Clostridium botulinum             | 3               |
| Listeria monocytogenes            | 0               |
| Yersinia enterocolitica           | -2              |
| --------------------------------- | --------------- |

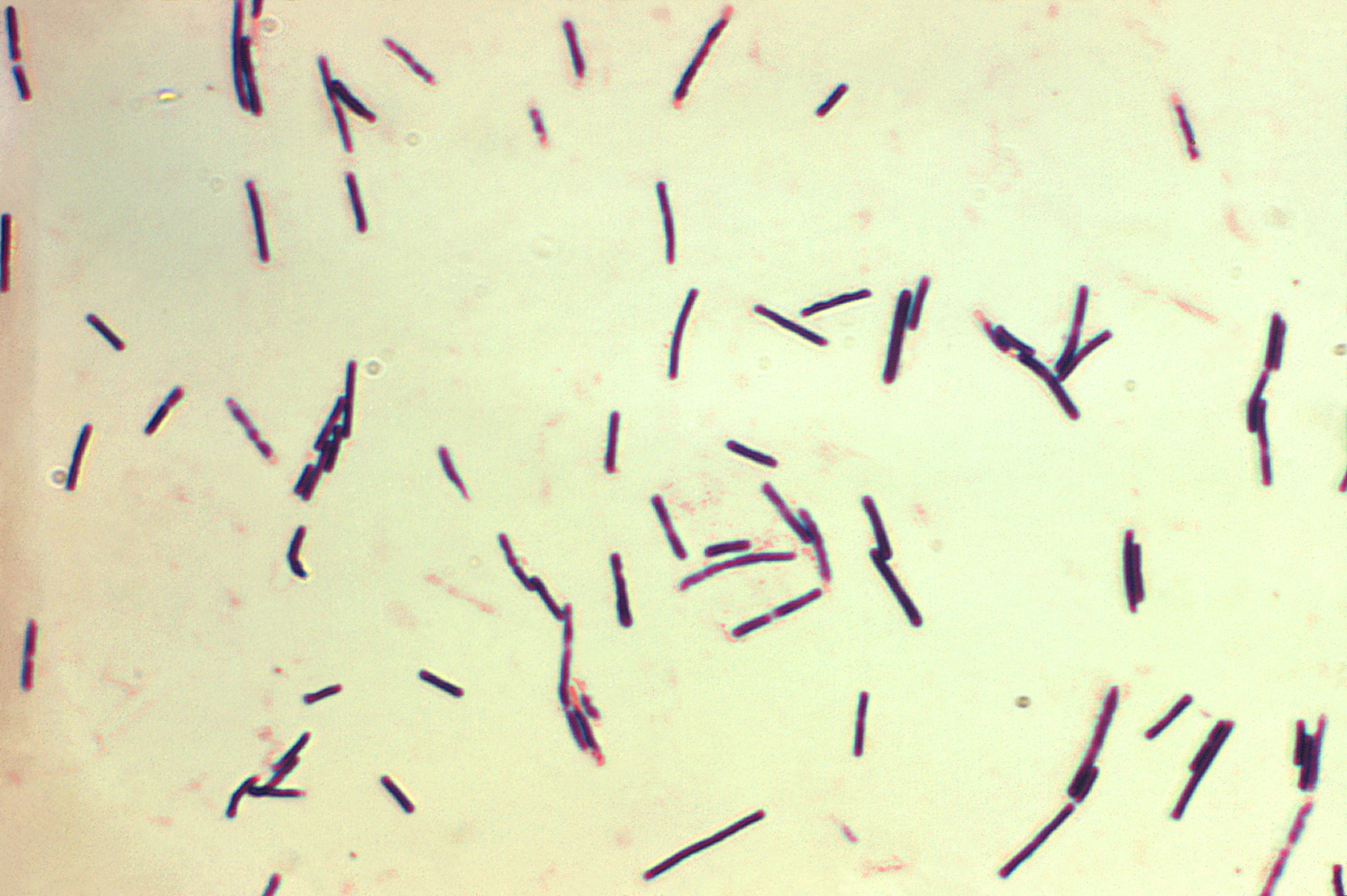
Clostridium perfringens

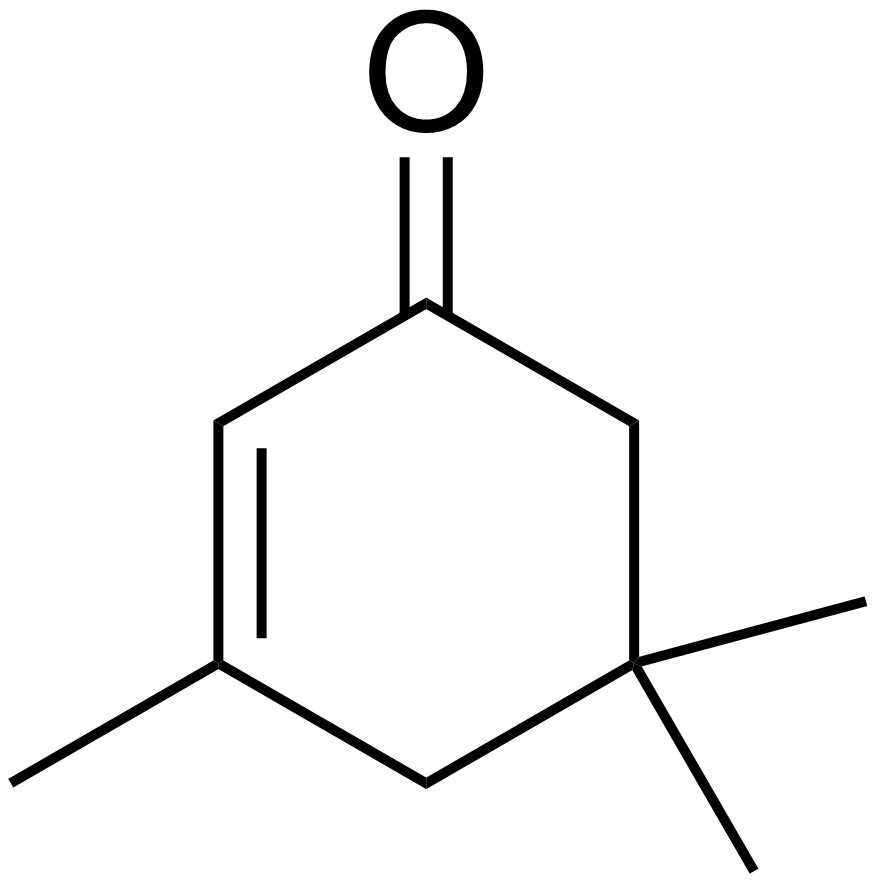
Estructura de la isoforona

En la majoria d'aliments s'ha identificat diferents compostos volàtils orgànics derivats del metabolisme dels microorganismes presents. Generalment els compostos reportats eren èsters, compostos aromàtics, cetones, alcohols i hidrocarburs, però entre ells destaca la isoforona (cetona).
S'especula que la isoforona podria ser un compost volàtil orgànic característic dels psicròtrofs. Cal tenir en compte que la isoforona s'ha relacionat amb la irritació de la pell, ulls, gola i vies respiratòries, i amb marejos i fatiga, tot i que aquests símptomes s'han donat especialment en persones que han inhalat vapors amb aquest compost, no s'ha d'infravalorar, ja que la isoforona com a substància química té diverses indicacions de perill del GHS, entre les quals trobem H302, H312, H319 I H335 que indiquen danys per irritació, i H351, que ens indica que és sospitós de ser un agent cancerigen, i està senyalitzat amb 2 pictogrames de perill GHS (irritació i perill per la salut).
Els components volàtils orgànics produïts depenen en gran part del substrat, és a dir, l'aliment en el qual els microorganismes creixen. A més, molts d'aquests components han estat descrits en diverses ocasions en processos de deteriorament. Alguns dels efectes que s'han relacionat amb aquests metabòlits són: mala olor (àcid, afruitat, semblant al formatge...), aparició d'un moc, pèrdua de suc.
Els psicrotòfs presents en l'aliment poden propagar-se per la superfície del producte arribant a causar el deteriorament de l'aliment o la contaminació creuada amb altres aliments adjacents o propers. El deteriorament es relaciona amb Pseudomonas, Enterobacteriaceae i Brochothrix thermosphacta, i els seus efectes principals són l'aparició d'una substància mucilaginosa, canvis en la textura, mal olor i mal sabor, el que fan que baixi la qualitat alimentaria de l'aliment i la seva acceptabilitat.

## Gestió de la temperatura en la cadena de fred

### Requisits legals per la gestió de la cadena de fred
La responsabilitat principal recau en el propietari del negoci alimentari, aquest ha d'assegurar que el producte és apte, per fer-ho ha de controlar que la cadena de fred es desenvolupa correctament.
Més enllà del propietari, en els països europeus la gestió de la cadena de fred està controlada per la Regulació No. 825/2004. En benefici de totes les parts relacionades amb el producte alimentari i per facilitar el comerç internacional, es van afegir les recomanacions per la gestió de la cadena del fred en els principis generals d'higiene dels aliments emesa per la Comissió del Codex Alimentarius.
Tot i els requisits legals la gestió de la cadena de fred i el monitoratge continuada de la temperatura continua sent un repte, ja que no hi ha una concordança de la legislació i sovint complir-los implica un cost econòmic elevat.

### Tecnologia de monitoratge i mesura de temperatura a temps real
L'ús de tecnologia de mesura de temperatura a temps real permet monitorar, seguir i mesurar la temperatura de l'aliment en tot moment, això permet aplicar mesures correctives als aliments de la cadena de fred si la temperatura varia. A més, aquesta informació es pot utilitzar per estimar la vida útil del producte.
Actualment hi ha tecnologia sense fils de monitoratge de temperatura, els dos sistemes més utilitzats són RFID ("Radio Frequency Identification"), WSN (Wireless Sensor Networks) i TTI ("Time-Temperature Integrators").
En el cas de RFID i WSN l'ús per la mesura de la temperatura en aliments peribles està amplament utilitzat a causa de l'alta precisió, comoditat i baix cost, tot i això estan limitats pel temps necessari per carregar les dades, l'interval de lectura, a capacitat de detecció i en molts casos la presència d'una quantitat d'aigua gran insensibilitza els sensors.
Per altra banda, el TTI permet veure l'historial de temperatura al llarg de la cadena de fred, i s'han utilitzat en diversos aliments refrigerats, com per exemple la carn i el peix. Malgrat això, és un sistema que tendeix a infravalorar la vida útil restant i no sempre està coordinat amb els canvis en la qualitat alimentaria.

### Programari de fàcil ús per l'estimació de la vida útil
S'han desenvolupat diversos softwares per permetre l'estimació de la vida útil de diversos productes alimentaris, normalment basant-se en la relació de la temperatura amb el model cinètic. El programari pot ser utilitzat fins i tot per persones amb coneixement limitat.
Els softwares utilitzats en aquest àmbit són Cold Chain Predictor, Seafood Spoilage Predictor i Combase.

## Projecte Frisbee
El projecte Frisbee (Food Refrigeration Innovations for Safety, consumers' Benefit, Environmental impact and Energy optimisation) és un projecte de 4 anys finançat per la Unió Europea i coordinat per l'Institut Nacional de Recerca en Ciències i Tecnologia pel Medi Ambient i l'Agricultura (França) destinat a desenvolupar noves eines, conceptes i solucions per millorar la cadena de fred.
Va començar l'1 de setembre de 2010 i va acabar el 31 d'agost de 2014, i va comptar amb un pressupost total de 8.165.746,2 €, dels quals 5.992.082 € van ser aportació de la Unió Europea.
El projecte busca desenvolupar noves i innovadores eines de modelatge matemàtic per predir i controlar la qualitat i seguretat de la cadena de fred.
El projecte es divideix en 8 blocs diferents (WP1-WP8).

### Paquets del projecte
WP1: Gestió del projecte
S'encarrega de la coordinació des de l'àmbit científic, tecnològic, administratiu i financer.
WP2: Avaluació del rendiment de la cadena de fred i les expectatives dels consumidors europeus
Es desenvoluparà una base de dades completa de la cadena de fred a Europa, s'identificarà les necessitats de refrigeració per cada aliment i la tecnologia actual disponible i accessible a la indústria alimentaria. També es dedica a investigar les necessitats i expectatives dels consumidors.
WP3: Establiment d'eines QEEAT
Les eines QEEAT (Quality and Energy/Environment Assessment Tools) s'utilitzen per avaluar la qualitat, consum energètic i impacte ambiental de la tecnologia destinada a la refrigeració de la cadena de fred. Aquest paquet se centra en la recerca d'eines d'avaluació com sensors, equips, software, protocols i metodologies, que permetin la correcta avaluació i millorar de la tecnologia utilitzada a la cadena de fred tenint en compte la qualitat i seguretat dels aliments, l'eficiència energètica i la sostenibilitat.
WP4: Millora de les tecnologies de refrigeració existents
Aquest bloc està destinat a millorar la tecnologia de refrigeració tenint valorant la qualitat alimentaria, l'ús energètic i l'impacte mediambiental. El disseny de dispositius d'emmagatzematge d'energia tèrmica i els models de controladors predictius van ser l'objectiu principal.
WP5: Tecnologies de refrigeració emergents
El WP5 es basava en desenvolupar tecnologies de refrigeració emergents a escala de laboratori. Es van considerar 6 tecnologies, 4 basades en sistemes i 2 basades en aliments.
Les 4 basades en sistemes eren la refrigeració per cicle d'aire, la refrigeració magnetocalòrica, les nanopartícules i els panells aïllats al buit. I les 2 basades en aliments eres el subfusió i l'envasat intel·ligent.
WP6: Desenvolupament de tecnologies
Aquest bloc recollia les tecnologies estudiades més prometedores i amb possibilitat de representar una millora significativa i dedicava a desenvolupar-la més àmpliament, fins a escala industrial.
WP7: Demostració
El paquet WP7 prenia la decisió de desenvolupar aplicacions particulars per fer demostracions, per fer-ho utilitzava els resultats dels blocs WP2, WP3, WP4, WP5 i WP6.
WP8: Difusió
Els resultats i troballes més innovadors i importants eren difosos entre els consumidors, la indústria, els responsables polítics i el món acadèmic per donar a conèixer el projecte.